# Robert Merle

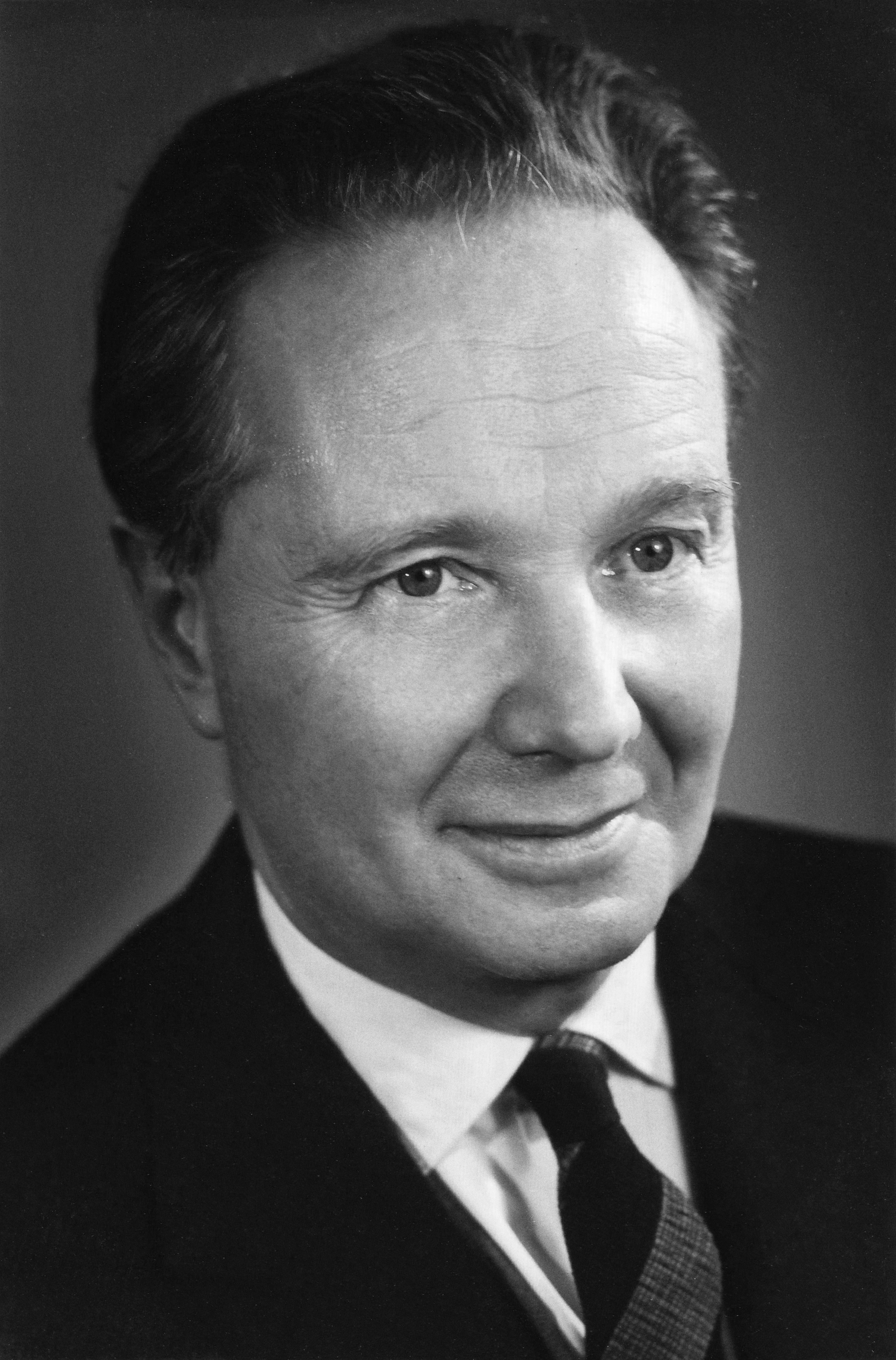
Robert Merle in Rouen, 1964

Robert Merle (Tébessa (Algerije), 28 augustus 1908 - Grosrouvre, 27 maart 2004) was een Franse auteur.
Merle werd geboren in Frans Algerije, waar zijn vader Félix Merle kapitein-tolk was in Arabisch. Félix Merle werd in de Eerste Wereldoorlog naar de Dardanellen gestuurd. Hij werd er echter ziek in 1915, werd gerepatrieerd en overleed in Marseille. Robert trok met zijn moeder en de andere kinderen naar Frankrijk, eerst naar Marseille, daarna naar Parijs. Merle studeerde er filosofie en Engels. Hij maakte een doctoraatsthesis over Oscar Wilde. Hij ging lesgeven in Bordeaux, Marseille en ten slotte in Neuilly-sur-Seine, waar hij kennis maakte met Jean-Paul Sartre, die er filosofie doceerde. In 1939, bij het begin van de Tweede Wereldoorlog, werd Merle gemobiliseerd. Hij werd verbindingsofficier voor de Britse strijdkrachten. In 1940, bij de terugtocht uit Duinkerke, werd hij gevangengenomen. Hij verbleef eerst in een kamp in Dortmund, daarna in oostelijk Pruisen. Om gezondheidsredenen werd hij in 1943 gerepatrieerd. Na enkele maanden in Parijs verkreeg hij om gezondheidsredenen verlof met halve soldij en trok hij naar Aiguillon, waar zijn moeder haar toevlucht had gezocht.
Hier begon hij aan zijn eerste roman Week-end à Zuydcoote. Het boek was gebaseerd op zijn ervaringen in Duinkerke tijdens de oorlog. Het verscheen in 1949 en leverde hem dat jaar de Prix Goncourt op. In 1944 was Merle lector Engels geworden aan de Universiteit van Rennes; in 1949 werd hij professor. Daarna trok hij nog naar Toulouse, Caen, Rouen, Algiers en Nanterre. Hij verbleef in Nanterre in mei 1968.
In 2004 overleed hij op 95-jarige leeftijd aan een hartstilstand. Hij was drie maal gehuwd en had zes kinderen. In 2008 publiceerde zijn zoon Pierre Merle een biografie van zijn vader.

### Romans
- 1949 : Week-end à Zuydcoote, verfilmd door Henri Verneuil in 1964.
- 1952 : La Mort est mon métier, historische roman, gebaseerd op de biografie van Rudolf Höss. Het verhaal werd in 1977 door Theodor Kotulla verfilmd als Aus einem deutschen Leben.
- 1962 : L'Île, bekroond met de prix de la Fraternité.
- 1967 : Un animal doué de raison, in het Nederlands vertaald tot Dolfijnen zijn betere mensen, gebruikt als basis voor de film The Day of the Dolphin (Le jour du dauphin) door Mike Nichols in 1973.
- 1970 : Derrière la vitre, gebaseerd op de bezetting van een aantal gebouwen van de universiteit van Nanterre op 22 maart 1968.
- 1972 : Malevil , verfilmd door Christian de Chalonge in 1981.
- 1974 : Les Hommes protégés
- 1976 : Madrapour
- 1986 : Le jour ne se lève pas pour nous
- 1987 : L'Idole, vrij naar het leven van Vittoria Accoramboni in de 16e eeuw
- 1989 : Le Propre de l'Homme

### Fortune de France
In 1977 begon Merle met een reeks historische verhalen in 13 delen over Frankrijk, in de periode 1547-1661.
Het eerste deel van zes werken is geschreven vanuit het personage Pierre de Siorac, het tweede deel van zeven werken vanuit het standpunt van diens zoon Pierre-Emmanuel.
- 1977 : Fortune de France
- 1979 : En nos vertes années
- 1980 : Paris ma bonne ville
- 1982 : Le Prince que voilà
- 1983 : La Violente amour
- 1985 : La Pique du jour
- 1991 : La Volte des vertugadins
- 1993 : L'Enfant-Roi
- 1995 : Les Roses de la vie
- 1997 : Le Lys et la Pourpre
- 1999 : La Gloire et les Périls
- 2001 : Complots et cabales
- 2003 : Le Glaive et les Amours (Grand Prix Jean Giono 2003)

### Theater
- 1950 : Tome I : Flamineo, Sisyphe et la mort, Les Sonderling
- 1957 : Tome II : Nouveau Sisyphe, Justice à Miramar, L'Assemblée des femmes (naar Aristophane)
- 1992 : Tome III : Le Mort et le vif suivi de Nanterre la Folie (bewerking van Sylvie Gravagna)
- 1996 : Pièces pies et impies

### Andere werken
- 1948 : Oscar Wilde, appréciation d’une œuvre et d’une destinée (essay)
- 1955 : Oscar Wilde ou la « destinée » de l'homosexuel (essay)
- 1959 : Vittoria, Princesse Orsini (biografie)
- 1965 : Moncada, premier combat de Fidel Castro
- 1965 : Ahmed Ben Bella

## Bekroningen
- 1949 : prix Goncourt voor Week-end à Zuydcoote.
- 1962 : prix de la Fraternité voor L'Île.
- 1974 : John W. Campbell Memorial Award voor Malevil.
- 2003 : Grand Prix Jean Giono voor heel zijn oeuvre.

- Bibsys: 90716402
- Biblioteca Nacional de España: XX906174
- Bibliothèque nationale de France: cb11915686g (data)
- Catàleg d'autoritats de noms i títols de Catalunya: 981058526313606706
- CiNii: DA02670922
- Gemeinsame Normdatei: 11921783X
- International Standard Name Identifier: 0000 0001 1467 8793
- Library of Congress Control Number: n50038376
- Nationale Bibliotheek van Letland: 000067320
- Bibliotheek van het Japanse parlement: 00449794
- Nationale Bibliotheek van Tsjechië: jn20000604000
- Nationale Bibliotheek van Israël: 987007295196805171
- Nationale Bibliotheek van Polen: a0000001154188
- Nederlandse Thesaurus van Auteursnamen: 071979956
- SNAC: w6s54b7g
- Système universitaire de documentation: 027024350
- Virtual International Authority File: 12312406
- WorldCat: E39PBJy4bqvfDV6MwJqHKV4wmd